# Snow Tha Product: BZRP Music Sessions, Vol. 39
«Snow Tha Product: BZRP Music Sessions, Vol. 39» es una canción del productor argentino Bizarrap y la rapera mexicana-estadounidense Snow Tha Product. Fue lanzado el 28 de abril de 2021 a través de Dale Play Records y Warner Music Latina. El video musical de la canción tiene más de 212 millones de visitas en YouTube.[cita requerida] La canción alcanzó el top 20 de la lista Billboard Argentina Hot 100. La canción fue nominada para la 22.ª Entrega Anual de los Premios Grammy Latinos como "Mejor Canción de Rap/Hip-Hop".

## Antecedentes
La canción fue anunciada por el productor Bizarrap a través de una vista previa mostrada en su Instagram. La letra de la canción combina el idioma inglés y español, algo que es tradicional en las canciones de Snow Tha Product.

## Personal
Créditos adaptados de Genius.
- Snow Tha Product – voces
- Bizarrap – producción, ingeniero de grabación
- Evlay – mezcla
- Javier Fracchia – masterización
- GFX Yisus – obra de arte
- Salvi Díaz – camarógrafo
- Agustín Sartori – vídeo vfx

## Posicionamiento en listas
| Lista (2021)                               | Mejor posición |
| ------------------------------------------ | -------------- |
| Argentina (Argentina Hot 100)              | 20             |
| España (Top 100 Canciones)                 | 15             |
| Estados Unidos (Latin Digital Songs Sales) | 14             |
| Global Excl. US (Billboard)                | 147            |